# Nemici di Flash
Questa è una lista dei personaggi immaginari della DC Comics che sono o sono stati nemici di Flash.

## Nemici della Golden Age
I nemici del Flash della Golden Age erano nemici del primo Flash, Jay Garrick, e vivevano su Terra-Due.
In ordine cronologico (con numero e data della prima comparsa):
| Criminale     | Prima apparizione                       | Descrizione |
| ------------- | --------------------------------------- | --- |
| L'Ombra       | Flash Comics n. 33 (settembre 1942)     | Un criminale che fa uso di uno speciale bastone che gli permette di utilizzare l'oscurità a piacimento. |
| Rag Doll      | Flash Comics n. 36 (dicembre 1942)      | Peter Merkel nacque con "snodi tripli" che gli permette di essere molto più snodato di qualsiasi altro essere umano. Morto di recente, aveva due figli, anche loro Ragdolls, di cui uno è un criminale, mentre l'altro è un membro dei Segreti Sei. |
| L'Anguilla    | Comic Cavalcade n. 3 (estate 1943)      | “Eel” Madden era un criminale provvisto di una pistola emetti lubrificante che rendeva impossibile catturarlo per chiunque. |
| Pensatore     | All Flash n. 12 (inverno 1943)          | Clifford Devoe, un ex procuratore distrettuale, fu un criminale che disegnò uno speciale "Cappello Pensante" come mezzo per compiere vari crimini. Successivamente divenne amico di Flash prima di morire di cancro; tuttavia, la tecnologia del suo Cappello Pensante divenne un programma computerizzato che, dopo aver ottenuto l'autocoscienza, si trasformò in un criminale che si batté contro Wally West. |
| Turtle        | All Flash n. 21 (gennaio–febbraio 1946) | Un criminale che utilizzò armi correlate alla lentezza contro Flash, fu inattivo per parecchio tempo, per poi ricomparire con il potere di togliere la velocità alle persone. |
| Rose & Thorn  | Flash Comics n. 89 (novembre 1947)      | Rose Canton aveva una doppia personalità, Thorn, che era una criminale. Successivamente si suicidò. |
| Il Violinista | All Flash Comics n. 32 (gennaio 1948)   | Isaac Bowin era un criminale che utilizzava il suo violino per commettere i suoi crimini, spesso utilizzando il suo violino per ipnotizzare le persone. Recentemente, si unì ai Segreti Sei, ma quando una delle sue missioni andò storta, fu ucciso da Deadshot su ordine del loro capo, Mockingbird. Dopo la sua morte, una donna trovò il suo violino e adesso lo utilizza sotto lo pseudonimo di Virtuoso.   |
| Star Sapphire | All Flash n. 32 (gennaio 1948)          | Una regina della 7ª dimensione, tentò due volte di impadronirsi della Terra senza successo. Tuttora si trova intrappolata nella Gemma. |
| The Rival     | Flash Comics n. 104 (febbraio 1949)     | Il Dr. Edward Clariss, un professore dell'università frequentata dal Flash della Golden Age, Jay Garrick, credette di aver ricreato la formula che diede a Garrick la sua velocità, che lui chiamò "Velocity 9". Tuttavia, questa formula funzionava solo temporaneamente, e così venne sconfitto. Adesso fa parte della Forza della velocità sotto forma di pura energia.                                       |

## Nemici del Flash della Silver Age
I nemici del Flash della Silver Age vivevano tutti su Terra-1, e furono i nemici del secondo Flash, Barry Allen, così come anche nemici del terzo e quarto Flash dopo la morte di Barry. La Silver Age ricorse quando i nemici cominciarono ad utilizzare il soprannome di "Rouges", o in italiano, i Nemici. Originariamente, i Nemici erano alcuni dei nemici di Flash che si allearono insieme, ma da allora formarono una vera squadra, e spesso i singoli membri non commettevano crimini da soli. Gli otto Nemici originali sono Capitan Cold, Mirror Master, Heat Wave, il Mago del Tempo, Trickster, il Pifferaio, Top e Capitan Boomerang. La versione corrente dei Nemici comprende Capitan Cold, Mirror Master, il Mago del Tempo, Heat Wave e il nuovo Trickster.
In ordine cronologico (con numero e data della prima comparsa):
| Personaggio       | Prima apparizione                             | Descrizione |
| ----------------- | --------------------------------------------- | --- |
| Capitan Cold      | Showcase n. 8 (giugno 1957)                   | Len Snart era un criminale che volle una possibilità per sbarazzarsi di Flash. Vedendo un articolo a proposito di un'arma che avrebbe potuto disintegrare la Velocità di Flash, Snart costruì da sé una pistola e la espose alle radiazioni. Tuttavia, invece di rallentare Flash, la pistola poteva congelare qualsiasi cosa fino allo zero assoluto. Facendosi chiamare Captain Cold, Snart cominciò una carriera criminale. Viene considerato l'arci-nemesi sia di Barry Allen che di Wally West, e anche il leader dei Nemici. Noto per essere un furfante simpatico, Cold possiede un alto senso dell'onore. Cold mise in chiaro delle regole che i Nemici avrebbero dovuto rispettare, come mai fare uso di droga e non uccidere a meno che non vi fossero costretti. Possiede anche un alto senso della lealtà verso i suoi compagni, e infatti sta in guardia anche per loro. |
| Dottor Alchemy    | Showcase n. 14 (giugno 1958)                  | Albert Desmond soffriva del disturbo della personalità dissociata, una metà era buona, l'altra era cattiva. Facendosi conoscere originariamente come Mr. Element, cambiò il suo nome in Dr. Alchemy quando trovò la Pietra Filosofale, e la utilizzò per trasmutare gli elementi. Presto si scoprì che esistevano due Desmonds, Albert, il buono e Alvin, il malvagio, e che condividevano un collegamento mentale. Alvin venne distrutto, ma Albert divenne di nuovo il Dr. Alchemy. |
| Mirror Master     | The Flash n. 105 (marzo 1959)                 | Mentre lavorava in un laboratorio in carcere, Sam Scudder inciampò accidentalmente in uno specchio che poteva proiettare degli ologrammi. Quando evase, costruì molti più gadget basati sugli specchi, e divenne Mirror Master. Creò molti specchi diversi che potevano fare cose differenti, come viaggiare nelle altre dimensioni. Venne ucciso durante la Crisi sulle Terre infinite. |
| Gorilla Grodd     | The Flash n. 106 (maggio 1959)                | Grodd era un abitante di Gorilla City, una società pacifica di cui Grodd era l'unico malvagio. Un genio all'inizio della sua carriera, recentemente divenne molto più selvaggio e forte, fino al punto di voler "fare festa sulle ossa di Flash". |
| Pifferaio         | The Flash n. 106 (Maggio 1959)                | Hartley Rathaway nacque sordo, ma fu curato dai suoi ricchissimi genitori, che trovarono un modo per dargli l'udito. Una volta che poté sentire, la musica e il suono divennero la sua ossessione, e creò molte armi basate sul suono. Originariamente un criminale, si riformò e smise la sua carriera criminale nello stesso periodo. Divenne amico di Wally West, anche quando Top rivelò di avere cambiato la personalità di alcuni dei Nemici (Pifferaio incluso) per fare sì che cessassero di essere criminali; il Pifferaio riuscì a liberarsi di Top ma rimase buono lo stesso. |
| Mago del Tempo    | The Flash n. 110 (dicembre 1959-gennaio 1960) | Mark Mardon scappò di prigione diretto verso la casa di suo fratello. Suo fratello aveva appena creato una bacchetta che poteva controllare il clima. Mark voleva quest'arma e lui e suo fratello vennero alle mani, e nel combattimento, il fratello di Mark rimase ucciso (anche se Mardon disse che era già morto quando era arrivato, ma disse la verità a Capitan Cold). Mark aveva un figlio neonato che fu adottato da Iris West II, ma che fu poi ucciso da Inertia. |
| Trickster         | The Flash n. 113 (giugno-luglio 1960)         | Jesse James, un intrattenitore circense, inventò un paio di scarpe che utilizzavano l'aria compressa per "camminare" in aria. Ispirato dal personaggio di Jesse James, Jesse costruì altre armi e divenne Trickster. Una volta fu riformato, ma si scoprì che accadde per colpa di Top, e che quindi ritornò con i Nemici, ma allo stesso tempo contemplava sul fatto se essere o no un eroe. Fu ucciso da Deadshot in Countdown to Final Crisis. |
| Captain Boomerang | The Flash n. 117 (dicembre 1960)              | Digger Harkness era un maestro dei boomerang che imparò ad utilizzare nell'entroterra. Quando una squadra di boomerang necessitò di una mascotte, Harkness venne assunto, ma utilizzò il costume e i boomerang per commettere dei crimini, cosa che poi lo portò a costruire altri boomerang truccati. Harkness venne ucciso durante la Crisi d'Identità, ma riuscì ad uccidere Jack Drake prima di morire. Harkness aveva un figlio, Owen, che divenne un eroe dopo aver passato un po' di tempo con i Nemici. |
| Top               | The Flash n. 122 (agosto 1961)                | Roscoe Dillon utilizzò molte armi basate sulle trottole per commettere i crimini, finché non imparò come poter girare a sua volta a super velocità. Anche se morì, la mente di Dillon era così potente che attaccava le menti altrui per continuare a vivere, inclusa la mente di Henry Allen e di un senatore, i cui corpi furono trasfigurati così da somigliare al suo vecchio corpo. Fu successivamente ucciso ancora da Capitan Cold quando tentò di prendere il possesso dei Nemici durante la "Guerra dei Nemici". Durante questo periodo si scoprì che Top riformò alcuni dei Nemici, e durante la guerra, li ritrasformò in criminali. Fu anche una vittima dei lavaggi mentali della Justice League; fu reso buono e sopraffatto per poi ritornare nel suo vecchio sé. |
| Abra Kadabra      | The Flash n. 128 (maggio 1962)                | Un mago dal LXIV secolo. Originariamente separato dai Nemici, recentemente si unì a loro in qualche occasione. |
| Professor Zoom    | The Flash n. 139 (settembre 1963)             | Eobard Thawne è un velocista dal futuro, che occasionalmente utilizza l'identità di Adrian Zoom. Una volta un semplice criminale, divenne molto più noto quando uccise la moglie di Barry Allen Iris Allen (anche se la sua coscienza fu trasportata nel XXX secolo all'ultimo istante). Successivamente, quando Barry era in procinto di risposarsi, Zoom tentò di uccidere la sua sposa, ma, in un gesto di rabbia, Barry lo uccise spezzandogli il collo, mettendo così Flash sotto processo per omicidio, dove venne riconosciuto colpevole. |
| Heat Wave         | The Flash n. 140 (novembre 1963)              | Mick Rory era ossessionato dal calore, e in giovane età, bruciò la sua stessa casa, uccidendo la sua famiglia. Quindi si costruì una pistola lanciafiamme con cui rubò e uccise. Rory fu uno dei criminali riformati da Top, e quando fu riportato indietro, Rory ridivenne un Nemico. Anche durante la sua vita riformata, la sua mente stava per voltarsi al crimine. |
| Golden Glider     | The Flash n. 250 (giugno 1977)                | Lisa Snart, sorella di Len Snart, alias Capitan Cold, non voleva essere una criminale, ma quando il suo amante, Top, morì giurò vendetta su Flash. Utilizzando dei pattini da ghiaccio che formavano il ghiaccio, si batté con Flash, ed ottenne l'approvazione da suo fratello. Fu uccisa da Chillblaine, un criminale a cui lei diede il potere di Cold. Captain Cold ottenne vendetta uccidendo Chillblaine a sua volta. |
| Clive Yorkin      | The Flash n. 270 (febbraio 1979)              | Clive Yorkin, un criminale che passò la sua vita in carcere, accettò di prendere parte ad un esperimento. L'esperimento andò storto, e portandolo alla pazzia gli diede il potere di uccidere semplicemente attraverso il tatto. Si pensò che fosse stato lui ad uccidere Iris West, ma in realtà era innocente, il vero colpevole era l'Anti-Flash. |
| Rainbow Raider    | The Flash n. 286 (giugno 1980)                | Un pittore daltonico, Roy G. Bivolo aveva un vero talento per la composizione e il dettaglio, ma lo sfortunato handicap rese i suoi capolavori impopolari. Suo padre costruì per lui un paio di occhiali che potevano proiettare i colori sulle persone; ogni colore rappresentava un diverso stato d'animo. Roy divenne un criminale che rubava i dipinti e si unì ai Nemici. Fu infine ucciso da Blacksmith. |

## Nemici del Flash della Modern Age
In aggiunta ai Nemici della Silver Age, ci furono molti altri criminali, nemici di Flash, creati negli ultimi anni. Il numero speciale "Flash: Iron Heights" fu la prima comparsa per molti di loro. Alcuni degli appartenenti alla "nuova razza", come li chiamavano i vecchi nemici, si concentrarono in una squadra chiamata i Nuovi Nemici, guidata da Blacksmith. Tentarono di sbarazzarsi degli alleati di Flash, così che avrebbe dovuto combatterli da solo, ma l'eroe riuscì a sconfiggerli lo stesso. Questi criminali non fanno parte dei nemici correnti, che sono ancora parte dei nemici della Silver Age. In più vennero introdotte delle nuove versioni di Mirror Master, di Trickster e Capitan Boomerang, che divennero parte dei nemici.
| Personaggio       | Prima apparizione                                                                                    | Descrizione |
| ----------------- | --- | --- |
| Magenta           | The New Teen Titans (prima serie) n. 17 (marzo 1982)                                                 | Frankie Kane fu un tempo la fidanzata di Wally West, che ottenne poteri magnetici che uccisero la sua famiglia. Non avendo uno scopo nella vita, divenne una criminale e si unì al culto di Cicada e ai Nuovi Nemici prima di riformarsi. |
| Mirror Master     | Animal Man n. 8 (febbraio 1989)                                                                      | Evan McCulloch crebbe in un orfanotrofio, e dopo aver ucciso un bullo, fuggì e divenne un mercenario. In una missione, senza saperlo sparò ed uccise suo padre, e successivamente trovò sua madre morta di dolore. Quindi, fu assunto dal governo per diventare il nuovo Mirror Master, e ottenne l'equipaggiamento di Sam Scudder. Invece di lavorare per il governo, McCulloch divenne un membro dei nemici, prendendo il posto del vecchio Mirror Master. Ebbe anche dei problemi di droga, che Capitan Cold non approvava. |
| Manfred Mota      | Flash 50th Anniversary Special (1990)                                                                | Mota è l'unico criminale che combatté tutti e quattro i Flash, ogni volta in una forma diversa. È anche il padre di Valerie Perez, la ragazza di Bart Allen. |
| Razer             | Flash v.2 n. 84 (novembre 1993)                                                                      | Razer è un criminale che fece il mercenario su commissione che indossa un costume completamente coperto di "lubrilon", un polimero chimico sperimentale quasi senza attrito. Arrivò quasi a distruggere un centro commerciale, anche se Flash aveva già portato tutti fuori. Successivamente, Razer evase di prigione e cominciò a lavorare per la Data Highways, Inc. |
| Kid Zoom          | Impulse n. 50 (luglio 1999)                                                                          | Inertia era il clone genetico di Bart Allen. Originariamente combatté contro Allen quando era Impulso, e poi quando Bart divenne più grande durante la Crisi infinita e divenne Flash, Inertia lo combatté di nuovo. Inertia fu il responsabile della morte di Bart, e quando Wally West ritornò, si vendicò di Inertia privandolo di ogni movimento e mettendolo nel museo di Flash. Durante Final Crisis: Rogues' Revenge, fu utilizzato da Libra e Zoom per convincere i Nemici ad unirsi alla nuova Società Segreta. Rubò i poteri di Zoom, e si fece chiamare Kid Zoom, ma fu ucciso dai Nemici, che lo incolpavano di averli utilizzati per uccidere Bart Allen. |
| Folded Man        | Flash v.2 n. 153 (ottobre 1999)                                                                      | Edwin Gauss è un criminale che utilizza un costume per viaggiare nelle dimensioni. Creò Avernus, un cimitero di 4 dimensioni per i nemici caduti di Flash. |
| Plunder           | Flash vol. 2 n. 165 (ottobre 2000)                                                                   | Plunder è un assassino da un universo specchio, una copia di un ufficiale di polizia del mondo reale. |
| Brother Grimm     | Flash vol. 2 n. 166 (novembre 2000)                                                                  | Padrone di un altro reame, Grimm incolpò Wally West di averlo costretto ad uccidere suo fratello e averlo costretto ad assumere il ruolo di re. Possiede potenti abilità magiche ed è capace di avvertire la Forza della velocità, costringendo Wally a limitare i suoi poteri nel combattimento contro di lui. |
| Cicada            | Flash vol. 2 n. 171 (aprile 2001)                                                                    | Durante una tempesta da qualche parte all'inizio del XX secolo, David Hersch uccise sua moglie. Rifiutando ciò che fece, cercò di mettere fine alla sua stessa vita, ma venne colpito da un fulmine. Ebbe una visione che gli diceva che fu scelto per vivere per sempre, e che avrebbe portato in vita sua moglie. Cominciando un culto, i suoi seguaci uccidevano persone che erano state salvate da Flash, e Cicada utilizzò l'energia di queste persone per vivere per sempre. |
| Pozzo di Catrame  | Flash vol. 2 n. 174 (luglio 2001)                                                                    | Joey Monteleone era il fratello di un trafficante di droga, e mentre era in prigione scoprì di poter trasferire la sua coscienza negli oggetti inanimati. Tuttavia, la sua mente rimase intrappolata nel catrame, e adesso tale catrame aveva la mente di Monteleone. |
| Murmur            | Flash: Iron Heights (2001)                                                                           | Un chirurgo divenuto pazzo, Michael Amar ora cerca dei modi sadici per mettere a tacere le voci che sentiva. Il suo distinto atto criminale era quello di rimuovere la lingua delle sue vittime prima di ucciderle. Creò anche un virus che trasformava i polmoni delle persone in fango nel giro di 90 minuti. |
| Blacksmith        | Flash: Iron Heights (2001)                                                                           | Blacksmith è una signora del crimine con poteri cinetici sul ferro che fu sposata con Goldface. Fondò la sua versione dei Nemici, e creò "il Network", un rifugio sotterraneo per i criminali che furono operativi per anni senza che nessuno lo avesse mai saputo. Tuttavia, lei e i suoi Nemici furono sconfitti da Wally West. |
| Fallout           | Flash: Iron Heights (2001)                                                                           | Sal Cendejas era un membro di una squadra assunta per far degli straordinari in un impianto nucleare che aiutarono a costruire. Durante una serie di test, un'esplosione distrusse il pavimento su cui Cendejas e i suoi colleghi stavano lavorando, e caddero nel sistema di raffreddamento del reattore. I suoi colleghi morirono, ma Cendejas sopravvisse in quanto la struttura molecolare del suo corpo cambiò trasformandolo in un uomo composto di elettroni. Sfortunatamente Cendejas portò con sé sua moglie e suo figlio durante il suo lavoro così che potessero viaggiare per il mondo. Il contatto con il suo nuovo corpo li uccise, e nello stesso modo uccise involontariamente numerose persone. Veramente pieno di rimorso, venne imprigionato nel Penitenziario di Iron Heights, dove veniva utilizzato come batteria per la prigione grazie alle sue nuove abilità. Flash scoprì il trattamento inumano eseguito su Fallout e lo stato disastroso in cui si trovava il Penitenziario, e mentre non riuscì a cambiare lo stile di vita all'interno, fece cambiare il sistema di sicurezza della prigione così che Fallout non avrebbe più dovuto soffrire in quanto l'energia del suo corpo fu tutta risucchiata. |
| Girder            | Flash: Iron Heights (2001)                                                                           | Tony Woodward fu gettato in un catino pieno di acciaio fuso dei Laboratori S.T.A.R. dopo aver assalito una sua collega. Sopravvisse, ma il suo corpo divenne di metallo arrugginito. Si unì ai Nuovi Nemici, e prese parte alla "Guerra dei Nemici". |
| Double Downo      | Flash: Iron Heights (2001)                                                                           | Jeremy Tell perse ad un gioco di carte e uccise il vincitore. Dopo di ciò, le carte appartenute a quell'uomo volarono dalla sua tasca e si attaccarono al corpo di Tell, diventando la sua pelle. Può utilizzare la parte affilata delle carte come rasoi strappandoli da sé stesso. |
| Zoom              | (come Hunter Zolomon) Flash Secret Files n. 3 (novembre 2001) (come Zoom) Flash n. 197 (giugno 2003) | Hunter Zolomon fu un amico di Flash che lavorava alla stazione di polizia. Quando visitò Iron Heights, rimase coinvolto in un tentativo di evasione da parte di Grodd, che gli spezzò la schiena. Sopravvisse e chiese a Flash di andare indietro nel tempo e prevenire che ciò accadesse. Flash gli disse che non poteva cambiare la storia, anche per un amico. Hunter si arrabbiò molto con Flash, e decise di provarci da solo. Tuttavia il Tapis roulant cosmico esplose quando ci salì sopra e lo mise in moto, e Hunter ottenne una super velocità che non derivava dalla Forza della velocità, ma dal tempo stesso, rendendolo anche più veloce di Flash. Zolomon volle fare in modo di rendere Flash un eroe migliore causandogli una perdita, e uccise così i suoi gemelli ancora non nati. Questo evento ebbe luogo nel futuro. Zoom vide i suoi poteri recentemente tolti dal suo corpo a causa di Inertia/Kid Zoom. Adesso è solo Hunter Zolomon com'era prima che il Tapis roulant gli esplodesse in faccia. |
| Peek-a-Boo        | Flash vol. 2 n. 180 (gennaio 2002)                                                                   | Lashawn Baez aveva il potere di teleportarsi, e utilizzò tale potere per rubare un fegato per suo padre, che necessitava di un fegato nuovo. Fu fermata da Flash e suo padre morì. Adesso è una criminale. |
| Trickster         | Flash vol. 2 n. 184 (aprile 2002)                                                                    | Dopo che il Trickster originale fu riformato, il giovane Axel Walker trovò il suo equipaggiamento e lo rubò, diventando il nuovo Trickster. Si unì ai Nemici, e prese il posto del primo Trickster (anche sei suoi nuovi colleghi pensavano che fosse troppo giovane ed impulsivo). Durante la "Guerra dei Nemici", Jesse James, il Trickster originale, divenne di nuovo un Nemico e si riprese ciò che era suo. Dopo che Jesse fu ucciso da Deadshot nella serie Countdown to Final Crisis, Walker si riunì ai Nemici come Trickster nella miniserie Final Crisis: Rogues' Revenge. |
| Capitan Boomerang | Crisi d'Identità n. 3 (ottobre 2004)                                                                 | Owen Mercer è il figlio del Capitan Boomerang originale e Meloni Thawne (facendo di Bart Allen il suo fratellastro da parte di madre). Non conobbe suo padre finché non divenne adulto. I due si videro, e Owen scoprì di avere degli scoppi improvvisi di super velocità. Quando suo padre morì si unì ai Nemici, ma Un Anno Dopo si riformò e divenne un membro della Suicide Squad. |

## Nemici di Flash daUn Anno Dopo
| Personaggio | Prima apparizione                               | Descrizione |
| ----------- | ----------------------------------------------- | --- |
| Grifone     | The Flash: Fastest Man Alive n. 1 (agosto 2006) | Griffin Grey era un amico di Bart Allen finché non fu la vittima di un'esplosione sul lavoro; si ritrovò con super velocità e super forza, e divenne un eroe, ma solo per la gloria. Tuttavia, i suoi poteri lo fecero invecchiare velocemente, ed ebbe l'aspetto di un uomo anziano nel giro di pochi giorni. Tentò di scoprire il segreto della longevità di Jay Garrick, ma non vi riuscì. Quindi divenne un criminale, e durante un combattimento con Bart, i suoi poteri svanirono e morì. |
| Spin        | Flash vol. 2 n. 238 (maggio 2008)               | Criminale misterioso con l'abilità di scoprire le paure altrui e renderle realtà. Spin in realtà è Dantley Walker, una persona di un certo peso alla KN News o nella sua compagnia di famiglia. Il suo quartier generale segreto, che si trova sotto l'edificio degli studi televisivi, nascondevano un telepate emaciato e cattivo, costretto su una macchina così che possa scoprire le ansietà altrui e manipolarle facilmente.                                                              |

## Nemici creati per altri media
Questi sono i nemici di Flash creati per altri media, senza che fossero comparsi in fumetti precedenti o successivi. Quelli che condividono i nomi dei nemici dei fumetti non possiedono nessuna relazione con loro:
| Personaggio         | Media              | Interprete        |
| ------------------- | ------------------ | ----------------- |
| Polluce             | televisione, Flash | John Wesley Shipp |
| Prank               | televisione, Flash | Corinne Bohrer    |
| Gideon              | televisione, Flash | Christopher Neame |
| "Deadly" Nightshade | televisione, Flash | Richard Burgi     |
| The Trachmann       | televisione, Flash | Charley Haywood   |
| The Ghost           | televisione, Flash | Anthony Starke    |
| Nicholas Pike       | televisione, Flash | Michael Nader     |

## Criminali dai fumetti in altri media
Alcuni criminali dei fumetti sono comparsi in altri media oltre alla serie televisiva del 1990.
| Personaggio       | Media | Interprete                                                               |
| ----------------- | --- | ------------------------------------------------------------------------ |
| Trickster         | Flash Justice League Unlimited The Flash                                                                 | Mark Hamill                                                              |
| Capitan Cold      | Challenge of the Super Friends Flash Justice League Unlimited Justice League: The New Frontier The Flash | Dick Ryal Michael Champion Lex Lang James Arnold Taylor Wentworth Miller |
| Mirror Master     | Superfriends Flash Justice League Unlimited Batman The Flash                                             | Casey Kasem David Cassidy Alexis Denisof John Larroquette Grey Damon     |
| Capitan Boomerang | Justice League Unlimited Arrow                                                                           | Donal Gibson Nick E. Tarabay                                             |
| Heat Wave         | Justice League Unlimited The Flash                                                                       | Lex Lang Dominic Purcell                                                 |
| Gorilla Grodd     | Challenge of the Super Friends Justice League Justice League Unlimited The Flash                         | Stanley Ralph Ross Powers Boothe David Sobolov                           |
| Mago del Tempo    | Legends of the Superheroes Le avventure di Superman Justice League Justice League Unlimited The Flash    | Jeff Altman Miguel Ferrer Corey Burton Liam McIntyre                     |
| Pifferaio         | Justice League Unlimited The Flash                                                                       | Nessuno (nessuna battuta) Andy Mientus                                   |
| Top               | Justice League Unlimited The Flash                                                                       | Nessuno (nessuna battuta) Ashley Rickards                                |
| Violinista        | Justice League Unlimited                                                                                 | Nessuno (nessuna battuta)                                                |
| Abra Kadabra      | Justice League Unlimited Batman: The Brave and the Bold The Flash                                        | Nessuno (nessuna battuta) Jeff Bennett David Dastmalchian                |
| Turtle            | Justice League Unlimited The Flash                                                                       | Nessuno (nessuna battuta) Aaron Douglas                                  |
| Pensatore         | Justice League Unlimited The Flash                                                                       | Nessuno (nessuna battuta) Neil Sandilands                                |
| Dottor Alchemy    | Justice League Unlimited The Flash                                                                       | Nessuno (nessuna battuta) Tom Felton                                     |
| Mr. Element       | Justice League Unlimited                                                                                 | Nessuno (nessuna battuta)                                                |